# Матс Гуммельс
Матс Гу́ммельс (нім. Mats Hummels, нар. 16 грудня 1988, Бергіш-Гладбах) — німецький футболіст, захисник італійської «Роми».

## Клубна кар'єра
Вихованець футбольної школи клубу «Баварія».
У дорослому футболі дебютував 2005 року виступами за другу команду «Баварії», в якій провів три сезони, взявши участь у 41 матчі чемпіонату. У 2007—2008 роках потрапляв до заявки головної команди мюнхенського клубу, у складі якої відіграв лише в одній грі національної першості.
У січні 2008 року перейшов на умовах оренди до дортмундської «Боруссії». У лютому 2009 дортмундський клуб викупив його трансфер за 4 мільйони євро. Із сезону 2009–10 вже став основним захисником «Боруссії». В сезоні 2010–11 допоміг команді здобути титул чемпіонів країни, а за рік, в сезоні 2011–12, — захистити цей титул. Загалом провів у Дортмунді 8,5 сезонів, протягом яких провів 250 матчів у Бундеслізі.
10 квітня 2016 року «Баварія» (Мюнхен), в своєму твіттері, оголосила про підписання контракту з Матсом Гуммельсом. Повернення вихованця клубу до «Баварії» відбулося 1 липня 2016 року і обійшлося їй у 35 мільйонів євро. Контракт Гуммельса розрахований до 2021-го року. У складі «Баварії» також став одним з основних оборонців, допоміг їй здобути перемоги в національному чемпіонаті в сезонах 2016/17 і 2017/18.

## Виступи за збірні
Протягом 2007–2010 років залучався до складу молодіжної збірної Німеччини. На молодіжному рівні зіграв у 21 офіційному матчі, забив 5 голів.
2010 року дебютував в офіційних матчах у складі національної збірної Німеччини.
На Євро-2012 вже був основним захисником німецької команди і взяв участь у всіх її матчах. 
На чемпіонаті світу 2014 взяв участь у всіх матчах групового етапу, зокрема відзначившись голом у розгромі Португалії (4:0). Пропустивши гру 1/8 фіналу, вийшов в основному складі у чвертьфінальній грі проти Франції, в якій забив єдиний м'яч у зустрічі, який приніс німцям мінімальну перемогу. Згодом був учасником і двох останніх матчів турніру, перемога в яких дозволила його збірній учетверте в історії здобути чемпіонський титул, — півфіналу, в якому з рахунком 7:1 були обіграні бразильці, та фіналу проти аргентинців (1:0).
Брав участь у чотирьох матчах Німеччини на чемпіонаті Європи 2016, який завершився для неї на стадії півфіналів.
4 червня 2018 року був включений до заявки національної команди для участі у своїй другій світовій першості — тогорічному чемпіонаті світу в Росії.
4 квітня 2025 року Матс Гуммельс оголосив про завершення кар'єри активного футболіста.
| Дата       | Місто              | Господарі         | Результат             | Гості             | Турнір                | Голи | Примітки |
| ---------- | ------------------ | ----------------- | --------------------- | ----------------- | --------------------- | ---- | -------- |
| 13-5-2010  | Аахен              | Німеччина         | 3 – 0                 | Мальта            | товариський матч      | -    | 46'      |
| 17-11-2010 | Гетеборг           | Швеція            | 0 – 0                 | Німеччина         | товариський матч      | -    |          |
| 9-2-2011   | Дортмунд           | Німеччина         | 1 – 1                 | Італія            | товариський матч      | -    | 64'      |
| 29-3-2011  | Менхенгладбах      | Німеччина         | 1 – 2                 | Австралія         | товариський матч      | -    |          |
| 29-5-2011  | Зінсгайм           | Німеччина         | 2 – 1                 | Уругвай           | товариський матч      | -    |          |
| 3-6-2011   | Відень             | Австрія           | 1 – 2                 | Німеччина         | Відбір до ЧЄ 2012     | -    |          |
| 7-6-2011   | Баку               | Азербайджан       | 1 – 3                 | Німеччина         | Відбір до ЧЄ 2012     | -    |          |
| 10-8-2011  | Штутгарт           | Німеччина         | 3 – 2                 | Бразилія          | товариський матч      | -    | 88'      |
| 2-9-2011   | Гельзенкірхен      | Німеччина         | 6 – 2                 | Австрія           | Відбір до ЧЄ 2012     | -    |          |
| 11-10-2011 | Дюссельдорф        | Німеччина         | 3 – 1                 | Бельгія           | Відбір до ЧЄ 2012     | -    |          |
| 11-11-2011 | Київ               | Україна           | 3 – 3                 | Німеччина         | товариський матч      | -    |          |
| 15-11-2011 | Гамбург            | Німеччина         | 3 – 0                 | Нідерланди        | товариський матч      | -    | 46'      |
| 29-2-2012  | Бремен             | Німеччина         | 1 – 2                 | Франція           | товариський матч      | -    |          |
| 26-5-2012  | Базель             | Швейцарія         | 5 – 3                 | Німеччина         | товариський матч      | 1    | 75'      |
| 9-6-2012   | Львів              | Німеччина         | 1 – 0                 | Португалія        | ЧЄ 2012 - 1-й етап    | -    |          |
| 13-6-2012  | Харків             | Нідерланди        | 1 – 2                 | Німеччина         | ЧЄ 2012 - 1-й етап    | -    |          |
| 17-6-2012  | Львів              | Данія             | 1 – 2                 | Німеччина         | ЧЄ 2012 - 1-й етап    | -    |          |
| 22-6-2012  | Гданськ            | Німеччина         | 4 – 2                 | Греція            | ЧЄ 2012 - чвертьфінал | -    |          |
| 28-6-2012  | Варшава            | Німеччина         | 1 – 2                 | Італія            | ЧЄ 2012 - півфінал    | -    | 94'      |
| 15-8-2012  | Франкфурт-на-Майні | Німеччина         | 1 – 3                 | Аргентина         | товариський матч      | -    | 25'      |
| 7-9-2012   | Ганновер           | Німеччина         | 3 – 0                 | Фарерські острови | Відбір до ЧС 2014     | -    |          |
| 11-9-2012  | Відень             | Австрія           | 1 – 2                 | Німеччина         | Відбір до ЧС 2014     | -    |          |
| 14-11-2012 | Амстердам          | Нідерланди        | 0 – 0                 | Німеччина         | товариський матч      | -    |          |
| 6-2-2013   | Сен-Дені           | Франція           | 1 – 2                 | Німеччина         | товариський матч      | -    |          |
| 14-8-2013  | Кайзерслаутерн     | Німеччина         | 3 – 3                 | Парагвай          | товариський матч      | -    |          |
| 15-10-2013 | Стокгольм          | Швеція            | 3 – 5                 | Німеччина         | Відбір до ЧС 2014     | -    | 64'      |
| 15-11-2013 | Мілан              | Італія            | 1 – 1                 | Німеччина         | товариський матч      | 1    |          |
| 19-11-2013 | Лондон             | Англія            | 0 – 1                 | Німеччина         | товариський матч      | -    | 46' 65'  |
| 1-6-2014   | Менхенгладбах      | Німеччина         | 2 – 2                 | Камерун           | товариський матч      | -    |          |
| 6-6-2014   | Майнц              | Німеччина         | 6 – 1                 | Вірменія          | товариський матч      | -    |          |
| 16-6-2014  | Сальвадор          | Німеччина         | 4 – 0                 | Португалія        | ЧС 2014 - 1-й етап    | 1    | 73'      |
| 21-6-2014  | Форталеза          | Німеччина         | 2 – 2                 | Гана              | ЧС 2014 - 1-й етап    | -    |          |
| 26-6-2014  | Ресіфі             | США               | 0 – 1                 | Німеччина         | ЧС 2014 - 1-й етап    | -    |          |
| 4-7-2014   | Ріо-де-Жанейро     | Франція           | 0 – 1                 | Німеччина         | ЧС 2014 - чвертьфінал | 1    |          |
| 8-7-2014   | Белу-Оризонті      | Бразилія          | 1 – 7                 | Німеччина         | ЧС 2014 - півфінал    | -    | 46'      |
| 13-7-2014  | Ріо-де-Жанейро     | Німеччина         | 1 – 0 д.ч.            | Аргентина         | ЧС 2014 - Фінал       | -    |          |
| 11-10-2014 | Варшава            | Польща            | 2 – 0                 | Німеччина         | Відбір до ЧЄ 2016     | -    |          |
| 14-10-2014 | Гельзенкірхен      | Німеччина         | 1 – 1                 | Ірландія          | Відбір до ЧЄ 2016     | -    | 85'      |
| 29-3-2015  | Тбілісі            | Грузія            | 0 – 2                 | Німеччина         | Відбір до ЧЄ 2016     | -    |          |
| 4-9-2015   | Франкфурт-на-Майні | Німеччина         | 3 – 1                 | Польща            | Відбір до ЧЄ 2016     | -    |          |
| 7-9-2015   | Глазго             | Шотландія         | 2 – 3                 | Німеччина         | Відбір до ЧЄ 2016     | -    |          |
| 8-10-2015  | Дублін             | Ірландія          | 1 – 0                 | Німеччина         | Відбір до ЧЄ 2016     | -    | 86'      |
| 11-10-2015 | Лейпциг            | Німеччина         | 2 – 1                 | Грузія            | Відбір до ЧЄ 2016     | -    | 90'      |
| 13-11-2015 | Сен-Дені           | Франція           | 2 – 0                 | Німеччина         | товариський матч      | -    |          |
| 26-3-2016  | Берлін             | Німеччина         | 2 – 3                 | Англія            | товариський матч      | -    | 46'      |
| 29-3-2016  | Мюнхен             | Німеччина         | 4 – 1                 | Італія            | товариський матч      | -    | 57'      |
| 16-6-2016  | Сен-Дені           | Німеччина         | 0 – 0                 | Польща            | ЧЄ 2016 - 1-й етап    | -    |          |
| 21-6-2016  | Париж              | Північна Ірландія | 0 – 1                 | Німеччина         | ЧЄ 2016 - 1-й етап    | -    |          |
| 26-6-2016  | Вільнев-д'Аск      | Німеччина         | 3 – 0                 | Словаччина        | ЧЄ 2016 - 1/8 фіналу  | -    | 67'      |
| 2-7-2016   | Бордо              | Німеччина         | 1 – 1 д.ч. (6-5 п.п.) | Італія            | ЧЄ 2016 - чвертьфінал | -    |          |
| 4-9-2016   | Осло               | Норвегія          | 0 – 3                 | Німеччина         | Відбір до ЧС 2018     | -    |          |
| 8-10-2016  | Гамбург            | Німеччина         | 3 – 0                 | Чехія             | Відбір до ЧС 2018     | -    |          |
| 11-10-2016 | Ганновер           | Німеччина         | 2 – 0                 | Північна Ірландія | Відбір до ЧС 2018     | -    |          |
| 11-11-2016 | Серравалле         | Сан-Марино        | 0 – 8                 | Німеччина         | Відбір до ЧС 2018     | -    |          |
| 15-11-2016 | Мілан              | Італія            | 0 – 0                 | Німеччина         | товариський матч      | -    | 46'      |
| 22-3-2017  | Дортмунд           | Німеччина         | 1 – 0                 | Англія            | товариський матч      | -    |          |
| 26-3-2017  | Баку               | Азербайджан       | 1 – 4                 | Німеччина         | Відбір до ЧС 2018     | -    |          |
| 1-9-2017   | Прага              | Чехія             | 1 – 2                 | Німеччина         | Відбір до ЧС 2018     | 1    |          |
| 4-9-2017   | Штутгарт           | Німеччина         | 6 – 0                 | Норвегія          | Відбір до ЧС 2018     | -    |          |
| 5-10-2017  | Белфаст            | Північна Ірландія | 1 – 3                 | Німеччина         | Відбір до ЧС 2018     | -    |          |
| 10-11-2017 | Лондон             | Англія            | 0 – 0                 | Німеччина         | товариський матч      | -    | кап.     |
| 14-11-2017 | Кельн              | Німеччина         | 2 – 2                 | Франція           | товариський матч      | -    | 46'      |
| 23-3-2018  | Дюссельдорф        | Німеччина         | 1 – 1                 | Іспанія           | товариський матч      | -    |          |
| 8-6-2018   | Леверкузен         | Німеччина         | 2 – 1                 | Саудівська Аравія | товариський матч      | -    |          |
| Усього     |                    | Матчів            | 64                    |                   | Голів                 | 5    |          |

## Титули і досягнення
- Чемпіон світу (1):

Німеччина: 2014
- Чемпіон Німеччини (5):

«Боруссія» (Дортмунд): 2010-11, 2011-12
«Баварія»: 2016-17, 2017-18, 2018-19
- Володар Кубка Німеччини (3):

«Боруссія» (Дортмунд): 2011-12, 2020-21
«Баварія»: 2018-19
- Володар Суперкубка Німеччини (7):

«Боруссія» (Дортмунд): 2008, 2013, 2014, 2019
«Баварія»: 2016, 2017, 2018
- Чемпіон Європи (U-21): 2009